# Vesperus aragonicus
Vesperus aragonicus is een keversoort uit de familie Vesperidae. De wetenschappelijke naam van de soort werd in 1964 gepubliceerd door Baraud.